# Kabinet-Rumor V
Het kabinet–Rumor V was de Italiaanse regering van 14 maart 1974 tot 24 november 1974. Het kabinet werd gevormd door de politieke partijen Democrazia Cristiana (DC), de Italiaanse Socialistische Partij (PSI) en de Sociaaldemocratische Partij van Italië (PSDI) na het aftreden van het vorige kabinet.

## Kabinet–Rumor V (1974)
| Ambtsbekleder | Ambtsbekleder         | Ambtsbekleder                     | Functie                                  | Ambtstermijn  | Ambtstermijn     | Partij |
| ------------- | --------------------- | --------------------------------- | ---------------------------------------- | ------------- | ---------------- | ------ |
|               | Mariano Rumor         | Mariano Rumor (1915–1990)         | Premier                                  | 7 juli 1973   | 24 november 1974 | DC     |
|               | Adolfo Sarti          | Adolfo Sarti (1928–1992)          | Secretaris- generaal                     | 7 juli 1973   | 24 november 1974 | DC     |
|               | Paolo Emilio Taviani  | Paolo Emilio Taviani (1912–2001)  | Minister van Binnenlandse Zaken          | 7 juli 1973   | 24 november 1974 | DC     |
|               | Aldo Moro             | Aldo Moro (1916–1978)             | Minister van Buitenlandse Zaken          | 7 juli 1973   | 24 november 1974 | DC     |
|               | Mario Tanassi         | Mario Tanassi (1910–2007)         | Minister van Financiën                   | 14 maart 1974 | 24 november 1974 | PSDI   |
|               | Emilio Colombo        | Emilio Colombo (1920–2013)        | Minister van de Schatkist                | 14 maart 1974 | 30 juli 1976     | DC     |
|               | Antonio Giolitti      | Antonio Giolitti (1915–2010)      | Minister van het Budget                  | 7 juli 1973   | 24 november 1974 | PSI    |
|               | Mario Zagari          | Mario Zagari (1913–1996)          | Minister van Justitie                    | 7 juli 1973   | 24 november 1974 | PSI    |
|               | Ciriaco De Mita       | Ciriaco De Mita (1928–2022)       | Minister van Economische Zaken           | 7 juli 1973   | 24 november 1974 | DC     |
|               | Giulio Andreotti      | Giulio Andreotti (1919–2013)      | Minister van Defensie                    | 14 maart 1974 | 24 november 1974 | DC     |
|               | Vittorino Colombo     | Vittorino Colombo (1925–1996)     | Minister van Volksgezondheid             | 14 maart 1974 | 24 november 1974 | DC     |
|               | Luigi Bertoldi        | Luigi Bertoldi (1920–2001)        | Minister van Arbeid en Sociale Zaken     | 7 juli 1973   | 24 november 1974 | PSI    |
|               | Franco Maria Malfatti | Franco Maria Malfatti (1927–1991) | Minister van Onderwijs                   | 7 juli 1973   | 12 maart 1978    | DC     |
|               | Luigi Preti           | Luigi Preti (1914–2009)           | Minister van Transport                   | 7 juli 1973   | 24 november 1974 | PSDI   |
|               | Salvatore Lauricella  | Salvatore Lauricella (1922–1996)  | Minister van Infrastructuur              | 7 juli 1973   | 24 november 1974 | PSI    |
|               | Antonio Bisaglia      | Antonio Bisaglia (1929–1984)      | Minister van Landbouw                    | 14 maart 1974 | 24 november 1974 | DC     |
|               | Giuseppe Togni        | Giuseppe Togni (1903–1981)        | Minister van Communicatie                | 7 juli 1973   | 24 november 1974 | DC     |
|               | Camillo Ripamonti     | Camillo Ripamonti (1919–1997)     | Minister van Toerisme                    | 14 maart 1974 | 24 november 1974 | DC     |
|               | Giovanni Gioia        | Giovanni Gioia (1925–1981)        | Minister voor Parlementaire Betrekkingen | 7 juli 1973   | 24 november 1974 | DC     |
|               | Luigi Gui             | Luigi Gui (1914–2010)             | Minister voor Publieke Diensten          | 14 maart 1974 | 24 november 1974 | DC     |
|               | Gianmatteo Matteotti  | Gianmatteo Matteotti (1921–2000)  | Minister voor Buitenlandse Handel        | 26 juni 1972  | 24 november 1974 | PSDI   |
|               | Mario Toros           | Mario Toros (1922–2018)           | Minister voor Regionale Zaken            | 7 juli 1973   | 24 november 1974 | DC     |
|               | Giacomo Mancini       | Giacomo Mancini (1916–2002)       | Minister voor Zuid-Italië                | 14 maart 1974 | 24 november 1974 | PSI    |
|               | Dionigi Coppoi        | Dionigi Coppo (1921–2003)         | Minister voor de Koopvaardij             | 14 maart 1974 | 24 november 1974 | DC     |
|               | Antonino Gullotti     | Antonino Gullotti (1922–1989)     | Minister voor Staats- deelnemingen       | 7 juli 1973   | 24 november 1974 | DC     |
|               | Giovanni Pieraccini   | Giovanni Pieraccini (1918–2017)   | Minister voor Wetenschaps- beleid        | 14 maart 1974 | 24 november 1974 | PSI    |
|               | Giuseppe Lupis        | Giuseppe Lupis (1896–1979)        | Minister voor Cultuur en het Milieu      | 14 maart 1974 | 24 november 1974 | PSDI   |

De Gasperi II · De Gasperi III · De Gasperi IV · De Gasperi V · De Gasperi VI · De Gasperi VII · De Gasperi VIII · Pella · Fanfani I · Scelba · Segni I · Zoli · Fanfani II · Segni II · Tambroni · Fanfani III · Fanfani IV · Leone I · Moro I · Moro II · Moro III · Leone II · Rumor I · Rumor II · Rumor III · Colombo · Andreotti I · Andreotti II · Rumor IV · Rumor V · Moro IV · Moro V · Andreotti III · Andreotti IV · Andreotti V · Cossiga I · Cossiga II · Forlani · Spadolini I · Spadolini II · Fanfani V · Craxi I · Craxi II · Fanfani VI · Goria · De Mita · Andreotti VI · Andreotti VII · Amato I · Ciampi · Berlusconi I · Dini · Prodi I · D'Alema I · D'Alema II · Amato II · Berlusconi II · Berlusconi III · Prodi II · Berlusconi IV · Monti · Letta · Renzi · Gentiloni · Conte I · Conte II · Draghi · Meloni